# Stenus crassus
Stenus crassus är en skalbaggsart som beskrevs av Stephens 1833. Stenus crassus ingår i släktet Stenus, och familjen kortvingar. Arten är reproducerande i Sverige.